# Leandra capilliflora
Leandra capilliflora é uma espécie de planta do gênero Leandra e da família Melastomataceae. 

## Taxonomia
A espécie foi descrita em 2016 por Marcelo Reginato. 
Os seguintes sinônimos já foram catalogados:  
- Clidemia raddiana  Cogn.
- Clidemia capilliflora  (Naudin) Cogn.
- Miconia capilliflora  (Naudin) R.Goldenb.

## Forma de vida
É uma espécie terrícola e arbustiva. 

## Descrição
A planta forma subarbustos a arbustos de 0,6-2 metros de altura, aparentemente
glabros, com esparsos e inconspícuos tricomas glandulosos. Ela tem folhas isófilas ou
levemente anisófilas; pecíolo 0,2-1 centímetros de comprimento; lâmina de 3-15 x 1,4-7 cm,
membranácea, estreito-ovada, elíptica ou obovada, base aguda a curto-cuneada,
ápice acuminado a curto-caudado, margem inteira, ciliolada; 3 nervuras
acródromas geralmente basais ou até 5 milímetros suprabasais, nervuras opostas ou
alternas. Dicásios, tríades ou cimóides, de 2-4,5 centímetros de comprimento, axilares, pêndulos,
pedunculados, eixos capiliformes; brácteas e bractéolas caducas, não ou
parcialmente involucrais. Botões florais de ápice obtuso a arredondado. Botões
florais de ápice obtuso a arredondad. Ela tem flores 4-meras, sésseis ou
curto-pediceladas; hipanto de 2-3,2 milímetros de comprimento, tubuloso, ápice constrito; torus
glabro; cálice persistente, lobos externos 1-2,3 milímetros de comprimento, patentes; pétalas
de 2-1,7 milímetros de comprimento, alvas, reflexas, ápice arredondado ou truncado a
emarginado-assimétrico, glabras; estames 8, anteras de 2-3 milímetros de comprimento, alvas, poro terminal,
conectivo prolongado abaixo das tecas, inapendiculado ou apêndice inconspícuo; ovário
parcialmente ínfero, 3-locular, setuloso-glanduloso, estilete de 5,5-7 milímetros de comprimento,
reto, glabro. Frutos do tipo bacídio, lilases a arroxeados.  
| Caule             | Caule |
| ----------------- | --- |
| indumento         | caule cilíndrico/muito esparso inconspícuo/caduco |
| tricoma           | diminuto glanduloso pubérulo/caduco |
| Folha             | |
| pecíolo           | presente/curto |
| lâmina            | folha oposta/verde discolor(es)/membranácea/face adaxial/plana/elíptica/ovada/obovada/base/aguda/cuneada/margem(ns)/inteira/crenulada/ciliada/ápice/acuminado/caudado/amba face/pilosa/tricoma/diminuto glanduloso/domácia ausente |
| nervura acródroma | 3/basal/suprabasal |
| Inflorescência    | |
| posição           | axilar(es)/às vezes terminal/ramo capilar/simples |
| tipo              | cimosa/dicásio/tríade |
| bráctea           | caduca/não involucral/glabra |
| bractéola         | persistente/caduca/não involucral |
| Flor              | |
| parte floral      | tetrâmera |
| hipanto           | tubuloso/ápice constrito |
| tórus             | glabro |
| cálice            | persistente/lobado |
| lacínia cálice    | bilobada/patente/lobo externo/triangular(es)/lobo interno/deltoide/inconspícuo/menor que 1 |

## Conservação
A espécie faz parte da Lista Vermelha das espécies ameaçadas do estado do Espírito Santo, no sudeste do Brasil. A lista foi publicada em 13 de junho de 2005 por intermédio do decreto estadual nº 1.499-R. 

## Distribuição
A espécie é encontrada nos estados brasileiros de Bahia, Espírito Santo e Rio de Janeiro. 
A espécie é encontrada no domínio fitogeográfico de Mata Atlântica, em regiões com vegetação de floresta ombrófila pluvial.